# Merangin
Merangin is een regentschap in de provincie Jambi op Sumatra, Indonesië. Het regentschap heeft 245.203 inwoners (2000) en heeft een oppervlakte van 7679 km². De hoofdstad van Merangin is Bangko.
Het regentschap grenst in het noorden aan het regentschap Bungo en Tebo, in het oosten aan het regentschap Sarolangun, in het zuiden aan het regentschap Muko-Muko (provincie Bengkulu) en in het westen aan het regentschap Kerinci.
Merangin is onderverdeeld in 7 onderdistricten (kecamatan):
- Bangko
- Jangkat
- Muara Siau
- Pamenang
- Pamenang Barat
- Sungai Manau
- Tabir
- Tabir Ulu